# Epilyna
Epilyna é um género botânico pertencente à família das orquídeas (Orchidaceae).

## Espécies
- Epilyna embreei
- Epilyna hirtzii